# Vaprio d'Adda
Vaprio d'Adda är en ort och kommun i storstadsregionen Milano, innan 31 december 2014 i provinsen Milano, i regionen Lombardiet i Italien. Kommunen hade 9 154 invånare (2018).